# Kovrig János
Kovrig János (Pécs, 1899. január 7. – Toronto, Ontario, 1962. március 7.) magyar újságíró, utazó, író.

## Élete és munkássága
Az erdélyi örmény Kovrig/Govrik család leszármazottja.
Magyaróvárott agronómiai, Pécsett nemzetközi jogi tanulmányokat végzett. A húszas évek végén, a harmincas évek elején több évet töltött Ázsiában, főleg Jáván. Hosszabb kínai utat tett 1932-33-ban, ahol magyar lapok megbízásából tudósítói munkát végzett. Tapasztalatairól útikönyvet írt A sárga kontinensen déltől északig címmel,  ami 1937-ben jelent meg Budapesten. A második világháború idején a Földművelésügyi Minisztérium sajtófőnöke volt. 1948-ban családjával Nyugatra távozott.
Fia Kovrig Bence (Bennett) Kanadában történész, politológus lett.